# Rönnskäret, Närpes
Rönnskäret är en ö i Finland. Den ligger i Bottenhavet och i kommunen Närpes i den ekonomiska regionen  Sydösterbotten i landskapet Österbotten, i den västra delen av landet. Ön ligger omkring 90 kilometer söder om Vasa och omkring 310 kilometer nordväst om Helsingfors.
Öns area är 59,2 hektar och dess största längd är 1,6 kilometer i nord-sydlig riktning. Ön höjer sig omkring 10 meter över havsytan. Den är numera sammanvuxen med det mindre Björkskäret i väster.

## Klimat
Inlandsklimat råder i trakten. Årsmedeltemperaturen i trakten är 4 °C. Den varmaste månaden är augusti, då medeltemperaturen är 16 °C, och den kallaste är januari, med −9 °C.